# Bettina
Bettina is een meisjesnaam. De naam is vooral in Duitsland verspreid. De naam is afkomstig van Elisabeth, en heeft dus dezelfde Hebreeuwse etymologie. De naam kan ook afgeleid zijn van Benedictus, wat "de gezegende" betekent.
Verschillende varianten van de naam zijn Bettine, Betti, Betty, Bettie, Betsy, Tina.

## Bekende naamdraagsters
- Bettina von Arnim, Duitse schrijfster
- Bettina Berger, Nederlandse actrice
- Bettina Bunge, voormalig Duitse tennisster
- Bettina Geysen, Vlaamse politica van de Sociaal-Liberale Partij
- Bettina Holwerda, Nederlandse musical/actrice
- Bettine Vriesekoop, Nederlandse oud-tafeltennisster

## Planetoïde
Een planetoïde heeft de naam Bettina gekregen, namelijk 250 Bettina.